# Wang Tingyun
Wang Tingyun ou Wang T'ing-Yun, surnom: Ziduan, nom de pinceau: Huang-Hua Shanren est un peintre chinois du XIIe siècle, originaire de Hetong, province du Shanxi (province du nord-est de la Chine). Il est né en 1151 et mort en 1202.

## Biographie
Neveu du peintre Mi Fu, Wang Tingyun est membre de l'Académie Hanlin, sous la dynastie Jin, il exécute des paysages, des bambous et des vieux arbres ; le Fuji Yûrikan de Kyoto conserve un de ses rouleaux en longueur avec plusieurs colophons de sa main: Bambou solitaire et arbre vieilli.
Cette composition est centrée sur un segment de tronc d'un vieil arbre; une branche s'étend sur un côté et des rameaux de jeunes bambous occupent l'autre. Le travail au pinceau semble délibérément rude et inélégant, passant brusquement de la lumière à l'ombre, du sec au mouillé, pour caractériser un sujet qui n'est ni beau ni idéalisé. Tant la facture que l'image expriment, à l'intérieur du code de valeurs de la peinture lettrée, l'idée d'une intégrité sans compromission.

## Les trois amis du froid
Wang Tingyun prend Mi Fu pour maître en calligraphie. En peinture, ses thèmes favoris sont les vieux arbres, les bambous et les rochers. Sa manière libre et audacieuse rappelle celle de Su Shi plus encore que celle de Wen Tong. Originaire de Hetong, il accède aux fonctions d'historiographe officiel à la cour des Jin où le courant lettré est très vivant,.

## Musée
- Kyōto (Yurinkan Museum):
  - Bambou solitaire et arbre vieilli.